# Redondo Beach (métro de Los Angeles)
Redondo Beach, anciennement Marine/Redondo, est une station du métro de Los Angeles desservie par les rames de la ligne K et située à Redondo Beach, en Californie.

## Localisation
Station aérienne du métro de Los Angeles, Redondo Beach est située à l'extrémité sud de la ligne K à l'intersection de Redondo Beach Avenue et de Marine Avenue à Redondo Beach, ville située au sud-ouest de Los Angeles. La station est également limitrophe du territoire de la ville de Hawthorne. 

## Histoire
La station est mise en service le 12 août 1995. Elle est alors située sur la ligne C du métro de Los Angeles. Elle est basculée sur la ligne K le 3 novembre 2024.

## Service

### Accueil

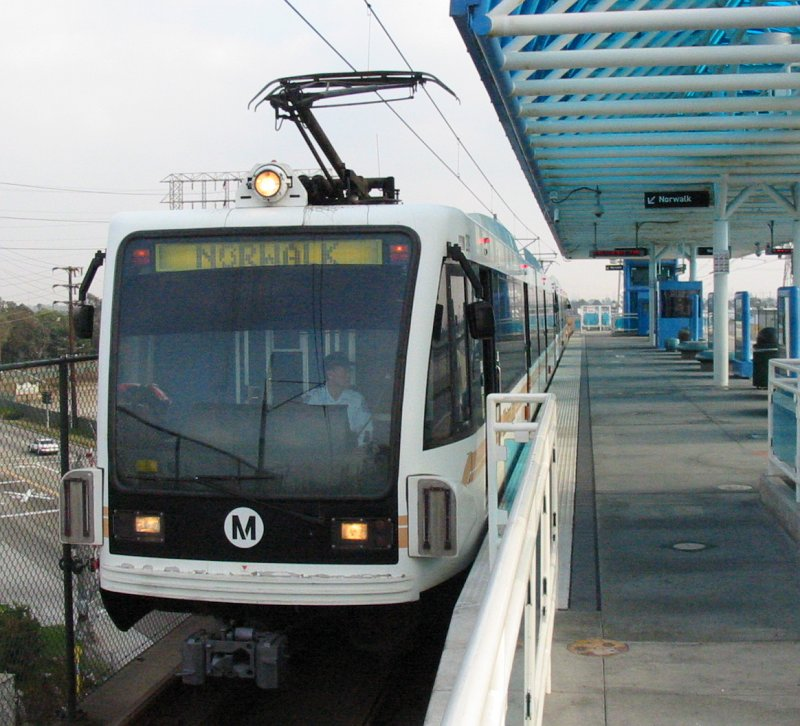
Un train à la station.
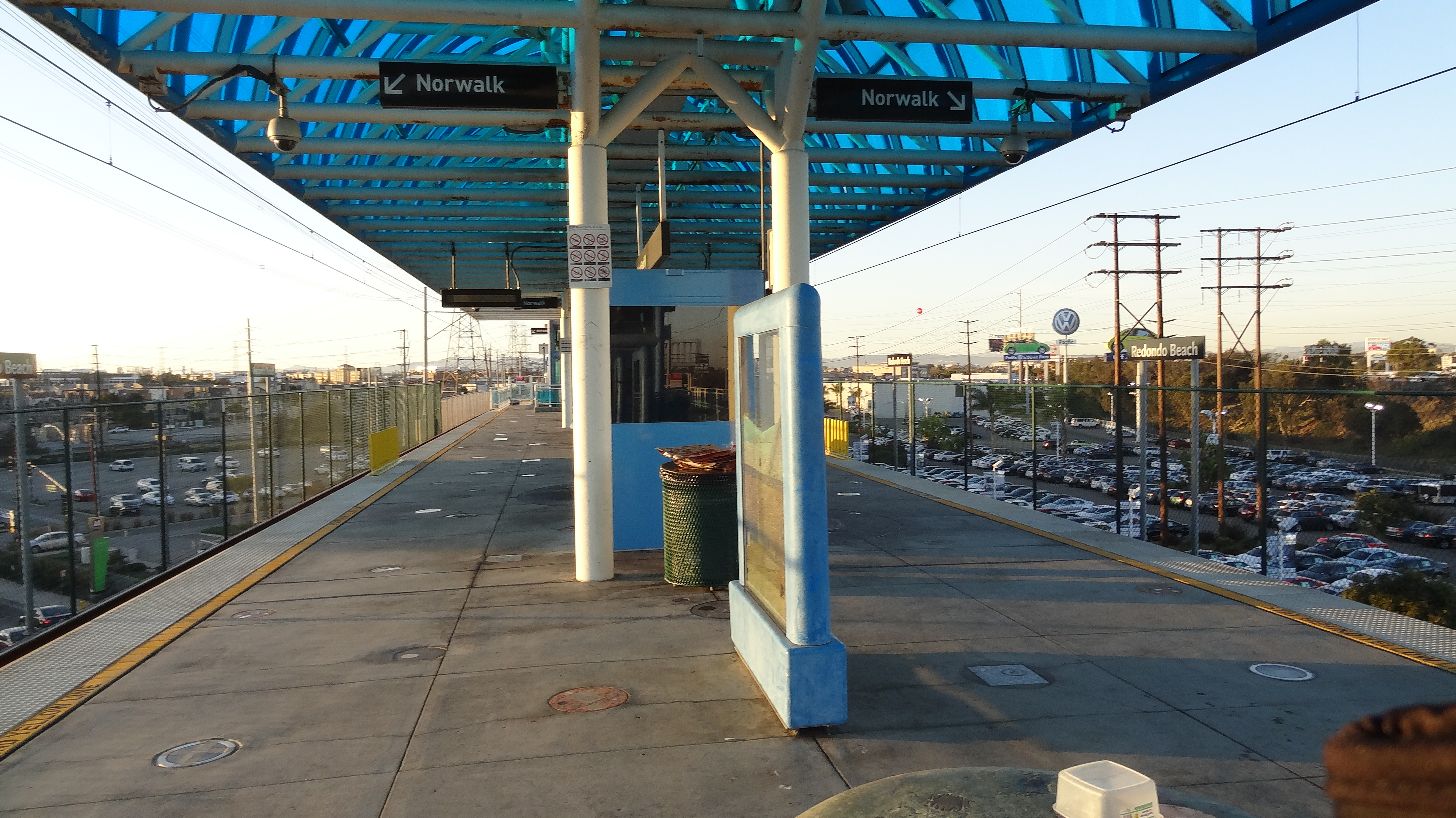
Vue de la plateforme centrale.
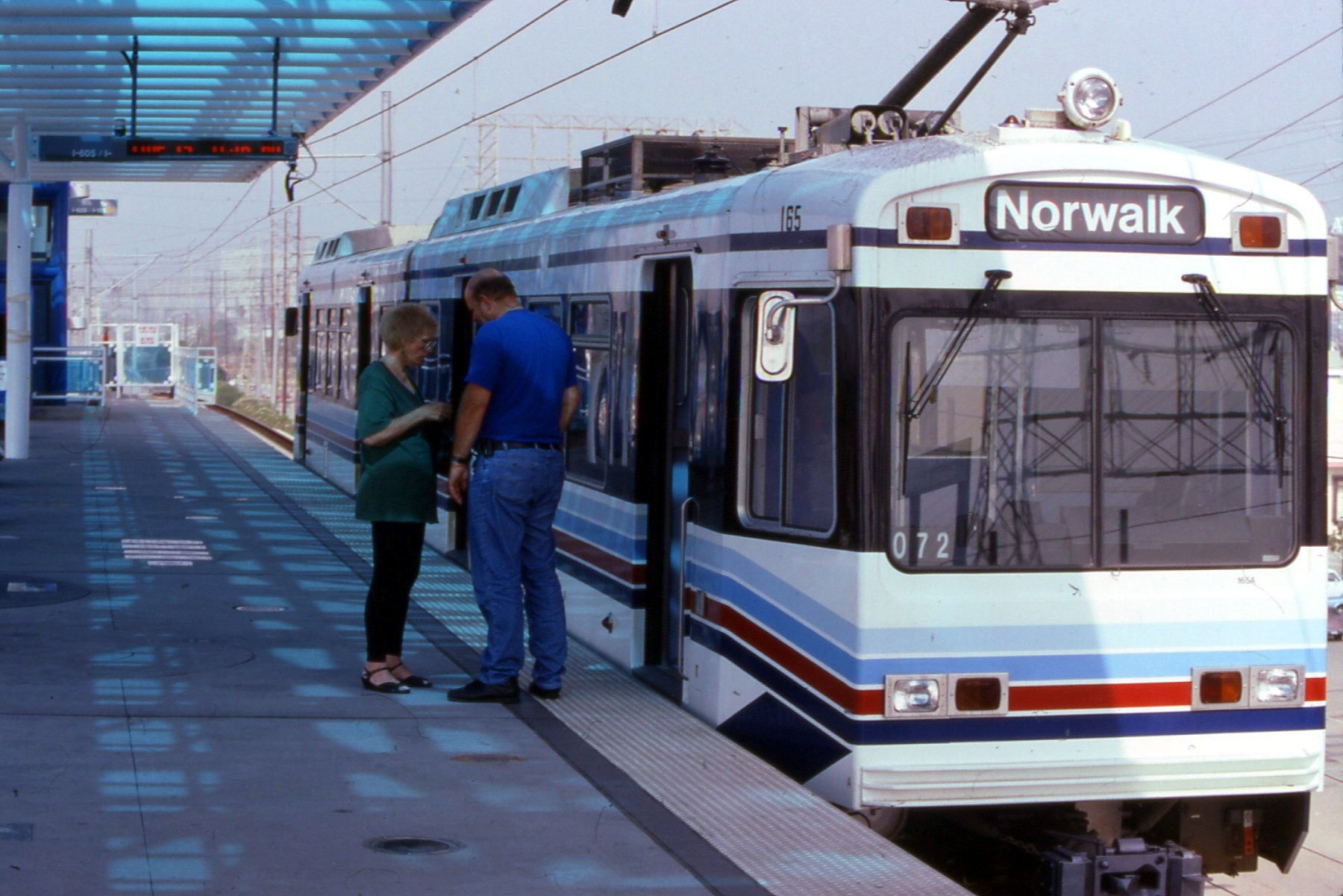
Train à quai.

### Desserte
Redondo Beach est desservie par les rames de la ligne K du métro.

### Intermodalité
La station est desservie par les lignes d'autobus 126 et 215 de Metro, la ligne 102 de Beach Cities Transit (en), les lignes 438 et 574 de Commuter Express et la ligne 1X de Gardena Transit (en).

## Architecture et œuvres d'art
La station abrite une œuvre de l'artiste Carl Cheng dénommée The Museum of Space Information.